# Lea by Backford
Lea by Backford – osada w Anglii, w hrabstwie ceremonialnym Cheshire, w dystrykcie (unitary authority) Cheshire West and Chester. Leży 5 km na północ od miasta Chester i 270 km na północny zachód od Londynu. W 2001 miejscowość liczyła 191 mieszkańców.